# Claire Wyart
Claire Julie Liliane Wyart (16 de febrero de 1977) es una biofísica y neurocientífica francesa. Se especializa en genética, biofísica y fisiología para la investigación de la vía neuromoduladora que proviene del cerebro y dentro de la médula espinal y sus efectos sobre la locomoción y la postura. Es la líder de un grupo en el Instituto del Cerebro y la Médula Espinal (ICM) ubicado en París. Obtuvo los premios Irène-Joliot-Curie para jóvenes científicas en 2013 por su investigación innovadora en el campo del control motor y del programa Atip-Avenir de la Fundación Bettencourt Schueller, entre otros.

## Biografía
De 1996 a 2000, estudió en la Escuela Normal Superior Ulm de París. Luego hizo un doctorado en biofísica y neurociencia en la Universidad Louis Pasteur de Estrasburgo entre 2000 y 2004.Bajo la supervisión de Laurent Bourdieu y Didier Chatenay realizó su tesis Dynamique de l'activité spontanée dans des réseaux de neurones hippocampiques d'architecture contrôlée en culture» De 2005 a 2010, fue becaria durante su investigación posdoctoral en la Universidad de California en Berkeley, trabajó en optogenética en vivo en la larva de pez cebra para investigar los circuitos subyacentes de comportamiento en los modelos experimentales en el laboratorio de Ehud Isacoff y Noam Sobel. Durante cinco años desarrolló nuevas técnicas para controlar a distancia la actividad de las neuronas mediante la luz (optogénetica).
Durante su doctorado, pasó medio día cada dos fines de semana en el museo de ciencias Exploradome, inspirado en el Exploratorium, enseñando ciencias a los niños. Después de su doctorado, estuvo un año enseñando ciencias y realizando experimentos prácticos en escuelas tibetanas de Nepal e India.
Dirigió el equipo de disección optogenética de los circuitos espinales subyacentes a la locomoción en el Instituto del Cerebro y la Médula Espinal desde 2011. Realiza su investigación sobre circuitos motores, comportamiento, optogenética, fisiología, locomoción e integraciones sensomotoras. Sus investigaciones utilizan la optogénetica, la luz como un innovador método no invasivo para estudiar la locomoción celular en animales despiertos y en movimiento. Las médulas espinales de los pacientes tetrapléjicos aún contienen muchas neuronas funcionales. La investigación realizada por Claire Wyart ofrece la esperanza de permitirles caminar nuevamente, ayudando a desarrollar interfaces cerebro-máquina. Desde 2011 es nombrada Investigadora de primera clase por el Inserm (Francia).
Participa como miembro del comité editorial de las revistas Frontiers in Neural Circuits, Current Biology y PLOS Biology.
Ha publicado más de cien artículos en las más reconocidas publicaciones científicas tales como: Science, Nature, Proceedings of the National Academy of Sciences, Current Biology, Journal of neuroscience methods, Current opinion in neurobiology, entre muchas otras debido a su prolífica carrera científica.
Es hija de la física Françoise Brochard-Wyart y de Pierre-Gilles de Gennes, premio Nobel de Física en 1991.

## Premios y reconocimientos
- 2004: Premio a la mejor tesis por el consejo científico de la Universidad Louis Pasteur[11]
- 2004: Premio "Défi Jeunes" para el proyecto científico Terma
- 2005: Premio "Foundación Blancmesnil" para el documental Terma
- 2007-10: Beca de posdoctorado internacional saliente Marie Curie (OIF)
- 2009: Premio de la Sociedad de Neurociencias norteamericana
- 2010: Premio del programa Atip-Avenir de la Fundación Bettencourt Schueller
- 2010: Cátedra de excelencia de la Escuela de Neurociencias de París (ENP)
- 2011: Beca Internacional de Reintegración
- 2011: Premio emergente del Ayuntamiento de París
- 2012: Beca de inicio del Consejo Europeo de Investigación
- 2013: Premio Irène-Joliot-Curie para jóvenes científicas en 2013 por su investigación innovadora en el campo del control motor[15]
- 2014: Beca de Investigación del Programa de Ciencia de la Frontera Humana (coordinador)
- 2014: Caballero de la Orden Nacional del Mérito[16]
- 2016: Premio Fundación Schlumberger para la Educación y la Investigación
- 2016: Premio a los innovadores Fundación de Neurociencia Robertson de la Fundación de Células madres de Nueva York
- 2016: Premio EMBO-Young Investigator de la Organización Europea de Biología Molecular
- 2018: Premio Human Frontier Science[17][18]